# Marina Alexandrowna Korowina
Marina Alexandrowna Korowina (russisch Марина Александровна Коровина; * 16. August 1984 in Werchnije Sergi, Oblast Swerdlowsk, Sowjetunion) ist eine russische Biathletin und vormalige Skilangläuferin.
Marina Korowina bestritt als Skilangläuferin zwischen 2005 und 2007 mehrere FIS-Rennen, zwischen 2007 und 2008 mehrere Rennen im Skilanglauf-Eastern-Europe-Cup. Bei einem Klassik-Sprintfinale in Werschina Tjoi erreichte sie als Achtplatzierte ihr bestes Resultat in dieser Rennserie. 2006, 2007 und 2008 nahm sie auch an russischen Meisterschaften teil. Nach 2008 wechselte sie zum Biathlonsport. Dort gab sie 2012 in Forni Avoltri ihr Debüt im IBU-Cup. In ihrem ersten Einzel gewann Korowina als 18. sofort erste Punkte, in ihrem zweiten Rennen, einem Sprint, erreichte sie hinter Anna Bulygina und Nadine Horchler als Drittplatzierte erstmals eine Podiumsplatzierung. Eine Woche später gewann sie in Haute-Maurienne mit einem Sprint ihr erstes Rennen in der zweithöchsten Rennserie. Mit Jana Romanowa, Marina Korowina, Natalja Sorokina und Anna Bulygina gewann sie zudem das Staffelrennen. In Canmore gewann sie mit zwei Sprints das dritte und vierte Rennen in Folge, abgesehen vom Verfolgungsrennen in Haute-Maurienne, das sie nicht beendete, und damit zudem die ersten IBU-Cup-Rennen außerhalb Europas.
Im Biathlon-Weltcup ist Marina Korowina seit 2012 am Start. Gleich in ihrem ersten Rennen, einem Sprint, belegte sie in Chanty-Mansijsk Rang 33 und gewann ihren ersten Weltcuppunkte. Ihre Bestleistung im Weltcup steigerte Marina Korowina zum Auftakt des Weltcups 2011/2012 in Östersund. Im Einzelrennen wurde sie 18.

## Biathlon-Weltcup-Platzierungen
Die Tabelle zeigt alle Platzierungen (je nach Austragungsjahr einschließlich Olympische Spiele und Weltmeisterschaften).
- 1.–3. Platz: Anzahl der Podiumsplatzierungen
- Top 10: Anzahl der Platzierungen unter den ersten zehn (einschließlich Podium)
- Punkteränge: Anzahl der Platzierungen innerhalb der Punkteränge (einschließlich Podium und Top 10)
- Starts: Anzahl gelaufener Rennen in der jeweiligen Disziplin

| Platzierung              | Einzel | Sprint | Verfolgung | Massenstart | Staffel | Gesamt |
| ------------------------ | ------ | ------ | ---------- | ----------- | ------- | ------ |
| 1. Platz                 |        |        |            |             |         |        |
| 2. Platz                 |        |        |            |             |         |        |
| 3. Platz                 |        |        |            |             |         |        |
| Top 10                   |        |        |            |             |         |        |
| Punkteränge              | 1      | 1      | 1          |             |         | 3      |
| Starts                   | 1      | 1      | 1          |             |         | 3      |
| Stand: 29. November 2012 |        |        |            |             |         |        |